# Koszykówka na Igrzyskach Panamerykańskich 2019
Koszykówka na Igrzyskach Panamerykańskich 2019 odbywał się w dniach 27 lipca – 10 sierpnia 2019 roku w Coliseo Eduardo Dibós w Limie. Dwustu czterdziestu zawodników obojga płci rywalizowało w czterech konkurencjach w koszykówce pięcio- i trzyosobowej.

## Podsumowanie

### Klasyfikacja medalowa
| Klasyfikacja medalowa | Klasyfikacja medalowa | Klasyfikacja medalowa | Klasyfikacja medalowa | Klasyfikacja medalowa | Klasyfikacja medalowa |
| Miejsce               | państwo               | Złoto                 | Srebro                | Brąz                  | Razem                 |
| --------------------- | --------------------- | --------------------- | --------------------- | --------------------- | --------------------- |
| 1                     | Stany Zjednoczone     | 2                     | 1                     | 1                     | 4                     |
| 2                     | Argentyna             | 1                     | 1                     | 0                     | 2                     |
| 3                     | Brazylia              | 1                     | 0                     | 0                     | 1                     |
| 4                     | Portoryko             | 0                     | 2                     | 1                     | 3                     |
| 5                     | Dominikana            | 0                     | 0                     | 2                     | 2                     |
| Razem                 | Razem                 | 4                     | 4                     | 4                     | 12                    |

### Medaliści
| Konkurencja    | 1. miejsce | 2. miejsce | 3. miejsce |            |
| Koszykówka     | Koszykówka | Koszykówka | Koszykówka | Koszykówka |
| -------------- | --- | --- | --- | ---------- |
| Mężczyźni      | Argentyna · Agustín Caffaro · Luca Vildoza · Luis Scola · Facundo Campazzo · Nicolás Laprovíttola · Nicolás Brussino · Máximo Fjellerup · Marcos Delía · Gabriel Deck · Lucio Redivo · Patricio Garino · Tayavek Gallizzi        | Portoryko · Christian Pizarro · Joseph Soto · Devon Collier · Isaiah Manderson · Iván Gandía · Benito Santiago Jr. · Justin Reyes · Emmanuel Ándujar · Isaac Sosa · Gilberto Clavell · Derek Reese · Christopher Brady                     | Stany Zjednoczone · Collin Gillespie · Andre Reeves · Ty-Shon Alexander · Myles Cale · David Duke Jr. · Mustapha Heron · Jermaine Samuels Jr. · Myles Powell · Alpha Diallo · Tyler Wideman · Junathaen Watson · Geoffrey Groselle |            |
| Kobiety        | Brazylia · Isabela Ramona · Raphaella Monteiro · Patrícia Teixeira · Tainá Paixão · Lays da Silva · Tatiane Pacheco · Clarissa dos Santos · Aline Cezário · Érika de Souza · Débora Costa · Stephanie Soares · Izabella Sangalli | Stany Zjednoczone · Kiana Williams · Taylor Mikesell · Tyasha Harris · Kathleen Doyle · Chennedy Carter · Mikayla Pivec · Lindsey Pulliam · Peyton Williams · Beatrice Mompremier · Brittany Brewer · Isabella Alarie · Michaela Onyenwere | Portoryko · Jennifer O’Neill · Tayra Meléndez · Anushka Maldonado · Pamela Rosado · Allison Gibson · Sofía Roma · Dayshalee Salamán · Gileysa Penzo · Deanna Kuzmanic · Jazmon Gwathmey · Isalys Quiñones · India Pagan            |            |
| Koszykówka 3×3 | | | |            |
| Mężczyźni      | Stany Zjednoczone · Sheldon Jeter · Dominique Jones · Kareem Maddox · Jonathan Octeus | Portoryko · Gilberto Clavell · Josue Erazo · Tjader Fernández · Ángel Matías | Dominikana · Reyson Beato · Adonis Núñez · Bryan Piantini · Henry Valdez |            |
| Kobiety        | Stany Zjednoczone · Ruth Hebard · Sabrina Ionescu · Olivia Nelson · Christyn Williams | Argentyna · Andrea Boquete · Melisa Gretter · Victoria Llorente · Natacha Pérez | Dominikana · Carolay Hernández · Sugeiry Monsac · Giocelis Reynoso · Nelsy Sentil |            |